# Rastreador Brasileiro
Der Rastreador Brasileiro (port. für Brasilianischer Spürhund) oder Urrador Americano (Amerikanischer Heuler) ist eine von der FCI anerkannte brasilianische Hunderasse (Gruppe 6, Standard-Nr. 275).

## Geschichtliches
Die Hunderasse wurde in den 1950er Jahren von Oswaldo Aranha Filho in Brasilien als Jagdhund für die Jagd auf Jaguare und Wildschweine entwickelt. Ein dafür geeigneter Hund sollte das Wild in die Enge treiben und bis zum Eintreffen des Jägers festhalten können, über eine gute Nase für die Fährtenarbeit verfügen, spurlaut und gut an das heiße Klima und lokale Terrain angepasst sein. Dazu kreuzte er unter anderem American Foxhounds, Black and Tan Coonhounds, Petits Bleus de Gascogne und Bluetick Coonhounds, von denen einige eigens zum Entwickeln der neuen Rasse nach Brasilien importiert wurden.
1967 wurde die Rasse von der FCI als erste brasilianische Hunderasse anerkannt. Sie wurde mit der Standard-Nummer 275 in die Gruppe 6 eingeteilt.
Bereits 1973 wurde die Rasse von der FCI für ausgestorben erklärt und aus ihren Listen gestrichen: Alle Hunde im Zwinger von Oswaldo Aranha Filho, wo die meisten Hunde dieser Rasse gehalten wurden, waren an der durch Zecken übertragenen Piroplasmose erkrankt. Die Zwingeranlagen und Hunde wurden daraufhin mit einer zu hohen Dosis von Akariziden behandelt, woran die Hunde starben.
Heute gibt es in Brasilien Bemühungen, die Rasse wiederzubeleben. Zu diesem Zweck wurde der Grupo de apoio ao resegate do Rastreador Brasileiro gegründet, der allerdings weder von der FCI noch vom brasilianischen Dachverband anerkannt wird.

## Beschreibung
Der Rastreador Brasileiro ist ein mittelgroßer Jagdhund mit kurzem, hartem Fell, der in den Farben Blaugesprenkelt (Bluetick), Weiß mit schwarzen und/oder braunen Flecken sowie in Schwarz und Loh gezüchtet wurde. Der Kopf ist flach, mit mittellanger Schnauze und langen Ohren, der Nacken kräftig, der Rücken gerade und in der Lendengegend sehr muskulös, die Brust tief und kräftig, die Rute säbelförmig. Der Charakter wird als unabhängig und voller Energie beschrieben.